# Jaźwiny (Pilawa)
Pour les articles homonymes, voir Jaźwiny.
Jaźwiny (prononciation : [jaʑˈvinɨ]) est un village polonais de la gmina de Pilawa dans le powiat de Garwolin de la voïvodie de Mazovie dans le centre-est de la Pologne.

## Histoire
De 1975 à 1998, le village appartenait administrativement à la voïvodie de Siedlce.